# Spielkompetenz
Spielkompetenz ist die Qualifikation, ein bestimmtes  Spiel oder allgemein Spielen mit den notwendigen Voraussetzungen an Wissen und Können, an Regelkenntnis, an technischen, taktischen und strategischen Fertigkeiten sowie den erforderlichen kommunikativen und sozialen Verhaltensweisen gestalten zu können. Spielkompetenz ist ein Qualifikationsmerkmal, das neben aktiven Spielern in besonderem Ausmaß auch Schiedsrichter, Spielleiter, Spielpädagogen und Spielwissenschaftler benötigen.

## Etymologie
„Spielkompetenz“ ist eine Wortverbindung  aus „Spiel“ (von althochdeutsch: spil, „Tanzbewegung“) und „Kompetenz“ (aus lateinisch competentia ‚Eignung‘, ‚Befugnis‘), dessen Verbum competere ‚wörtlich: zusammentreffen‘ mit ‚einer Sache mächtig, zu etwas fähig sein‘, zu übersetzen ist.

## Kennzeichen
Spielkompetenz erwächst aus einer Reihe unterschiedlicher Faktoren. Zu ihnen zählen beispielsweise spielbezogene
•	Sachkompetenz
Die Sachkompetenz im Spiel kennzeichnet sich im Wissensbereich etwa durch die Kenntnis der das Spiel konstituierenden Regeln. Im Könnensbereich wird sie durch das Verfügen über die für das Spiel erforderlichen technischen Fertigkeiten erkennbar.
•	Sozialkompetenz
Die Sozialkompetenz zeigt sich in der Fähigkeit, sich fair in das Spiel mit Partnern und Gegnern einbringen, Konflikte aggressionsfrei lösen und Regeln einvernehmlich miteinander aushandeln zu können.
•	Handlungskompetenz
Die Handlungskompetenz erweist sich in dem Vermögen, sein Wissen und Können erfolgsorientiert praktisch umsetzen und mit den Mitspielern spielförderlich kommunizieren und kooperieren zu können. Hierzu gehört auch taktisches und strategisches Geschick bei der Gestaltung der für den Spielerfolg nützlichen Spielzüge: Taktische Spielkompetenz bedeutet, seine motorischen Fähigkeiten und Fertigkeiten schnell und zielsicher den jeweiligen Bedingungen entsprechend einzusetzen. Sie zeichnen den Spielführer in einem Wettspiel, aber auch jeden einzelnen, sich in ein Spielkonzept integrierenden Spieler aus. „Strategische Spielkompetenz“ ist über die taktische hinaus besonders für Trainer von großer Bedeutung, da sie auch die Fähigkeit zu übergreifenden, längerfristigen, weitsichtiger Planungen in Turnieren mit beinhaltet.
Spielkompetenz ist das Resultat von Lernprozessen und praktischen Erfahrungen, die sukzessive erworben werden und ein unterschiedliches Niveau erreichen können. Damit grenzt sich die Spielkompetenz als komplexe Qualifikation von angeborenen Eigenschaften wie „Talent“ oder „Fähigkeit“ und erworbenen Eigenschaften wie „Wissen“ oder „Fertigkeiten“ ab, die sich als Einzelkomponenten im Kompetenzbegriff wiederfinden. Schiedsrichter benötigen zu einer kompetenten Ausübung ihrer Funktion weitere Qualifikationen wie das Erkennen und Beurteilen von Spielproblemen sowie das Verfügen über geeignete Sanktionsmechanismen und das damit verbundene Durchsetzungsvermögen. Ein als kompetent geltender Spielleiter sollte darüber hinaus psychologische und pädagogische Qualitäten mitbringen, über ein beträchtliches Repertoire an Spielgut verfügen und Spielphantasie und Flexibilität im Umgang mit unterschiedlichen Spielsituationen und Mitspielern aufbringen, um situations- und teilnehmergerechte alternative Spielideen realisieren zu können.

## Erwerb

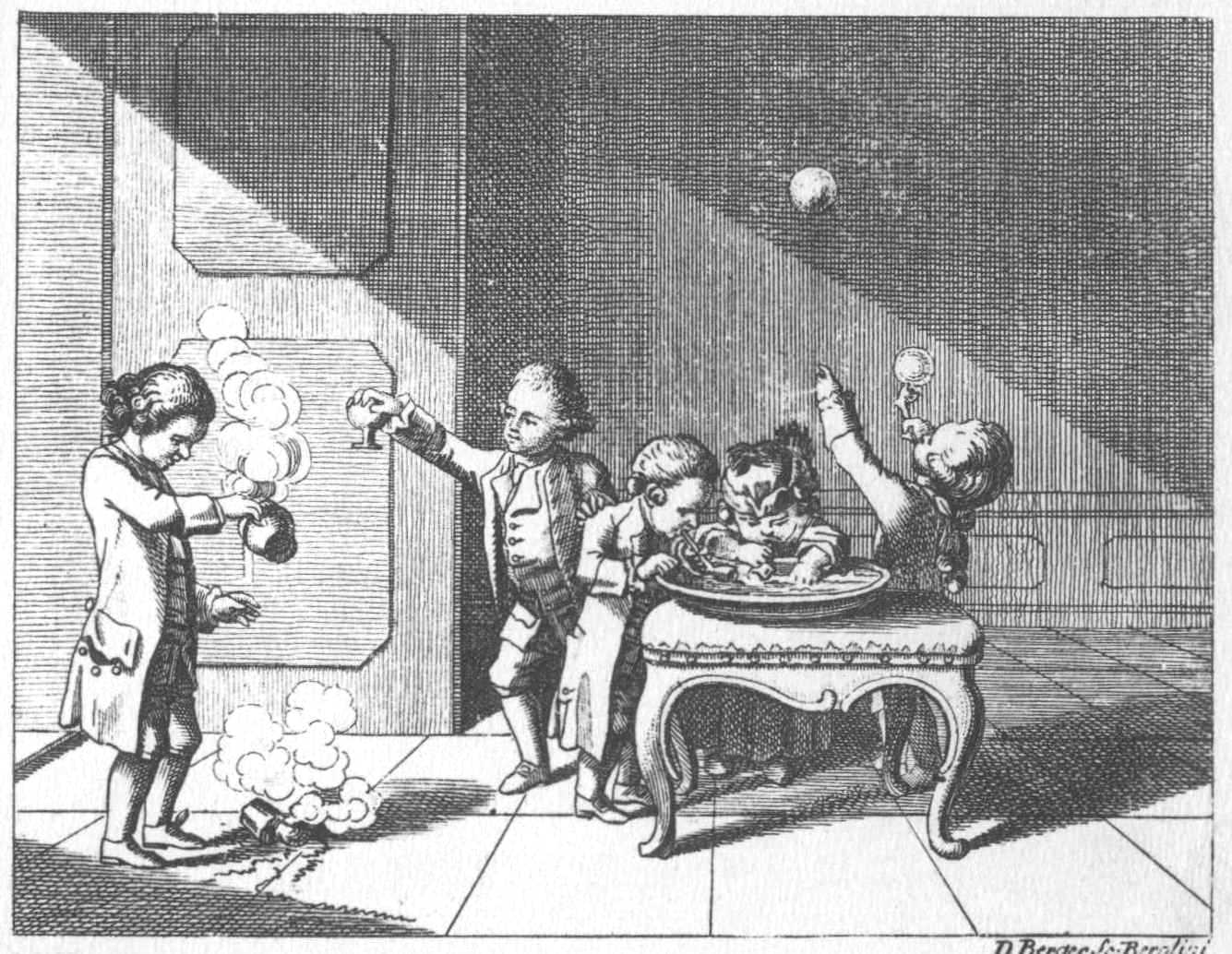
Triebgesteuertes Entwickeln von Spielkompetenz bei Johann Bernhard Basedow (1724–1790). Kupferstich von Daniel Chodowiecki

Spielkompetenz ist nicht angeboren, sondern wird durch Erfahrung, Übung und Sozialisationstraining allmählich erworben. Der Schweizer Psychologe Jean Piaget sieht dabei Parallelen und gegenseitige Einflussnahmen zwischen der Intelligenzentwicklung des Kindes und seiner Befähigung zu immer anspruchsvolleren Spielformen: Nach seiner Theorie folgt das frühkindliche Spielen zunächst den angelegten Trieben, wie dem Spieltrieb und dem Erkundungstrieb. Diese veranlassen das Kind, Dinge seiner Umwelt mit den Sinnen zu erfassen, indem es sie betastet, beschmeckt, betrachtet. Das damit verbundene Bestreben, deren Funktion zu erkunden, ist lustvoll und führt zu den sogenannten Funktionsspielen. Es handelt sich um eine Phase der ersten Weltaneignung, die nach Piaget hauptsächlich die ersten Lebensmonate des Kindes charakterisiert. Auf sie folgt in einer nächsten Phase, etwa ab dem zweiten Lebensjahr, das Praktizieren des sogenannten Symbolspiels. Hierbei wird Alltagsgeschehen sinnbildlich nachgespielt, werden imaginäre Objekte und Personen ins Spielgeschehen geholt, wird Realität kreativ umgedeutet. Die Endstufe im spielerischen Reifeprozess bildet nach der Systematik von Piagets dreistufigem „kognitiven Entwicklungskonzept“ das Regelspiel. Dieses ist dadurch gekennzeichnet, dass die inzwischen gewachsenen Denkstrukturen das Kind zunehmend befähigen, den Sinn von Regeln zu begreifen, sie auch selbst zu setzen und streng zu überwachen. Das Kind versteht, dass Regeln ein Wesenselement des Spielens sind und ihre Missachtung das Spiel zerstört. Dieser Entwicklungsstand ist nach weitestgehend übereinstimmender Auffassung der Spielwissenschaft mit etwa zehn Jahren erreicht. Auch die Charakterisierung des frühen, noch unreflektierten, triebgesteuerten Spielens durch Piaget wird von den meisten Spielpsychologen unter geringfügigen Akzentverschiebungen und leicht abweichenden Bezeichnungen wie „Vorübungsspiele“ (Groos, 1899. S. 485), „Sensomotorische Spiele“ (Brinckmann/Treeß 1980, Roth 1993), „Wahrnehmungsspiele“ (Warwitz/Rudolf, S. 45–57) oder „Übungsspiele“ (Piaget 1969. S. 196–199, Einsiedler S. 24), geteilt.
Der Verhaltensforscher Irenäus Eibl-Eibesfeldt weitet die Bedeutung und das Gesichtsfeld dieser ersten Spielphase auch auf die Tierwelt aus und spricht von einem „Dialog mit der Umwelt“ in der ersten Lebensphase. Spiel ist nach Eibl-Eibesfeldt bei Mensch wie Tier eine „Form des aktiven Lernens“. Noch komplexer wird das Problemfeld von den Spielwissenschaftlern Siegbert A. Warwitz und Anita Rudolf gesehen: Sie erkennen in den Funktions- oder Übungsspielen über die Vorstellung von Piaget hinaus nicht nur ein phasengebundenes, auf das Kleinkind beschränktes Phänomen, sondern weisen ihnen eine grundsätzliche Bedeutung bei allen neuen Aneignungsprozessen zu. Danach handelt es sich um eine charakteristische Methode der „Welterschließung“, der sich Menschen wie Tiere aller Altersstufen, also auch noch Erwachsene, bedienen, wenn sie sich eine neue Spielform erarbeiten oder in ein noch unbekanntes Betätigungsfeld „einspielen“: Tiere wie Menschen versuchen, sich mit neuen Gegebenheiten ihrer Umwelt, mit neuen Geräten, Instrumenten, Menschen vertraut zu machen. Diese werden dabei zu Spielanlässen und Spielpartnern.
Hatte schon Piaget allgemein den sozialen Charakter der Regelspiele hervorgehoben, der auch gemeinschaftsbildende Kooperationsspiele und Wettspiele ermögliche,  so geht der Grundschuldidaktiker Wolfgang Einsiedler noch einen Schritt weiter und bringt bei der Stufe der Regelspiele auch eine moralische Komponente mit ins Spiel, welche die eigentliche  Spielreife ausmache: Er betont die Bedeutung der Spielerziehung, die in einem pädagogisch begleiteten Sozialisationsprozess reflektierend auch die moralischen Ansprüche und Werte wie Fairness und Regeltreue der Spielkompetenz zuordnet. Regeltreue benötigt nach Einsiedler ein Bewusstsein von sozialer Gerechtigkeit, das allen Mitspielern die gleichen Chancen zugesteht. Dabei bildet sich nach seiner Vorstellung zunächst ein Regelbewusstsein aus, das er als „heterogene Moral“, d. h. von außen herangetragene, sittlich fundierte  Spielgestaltung bezeichnet. Diese sollte allerdings nach Warwitz/Rudolf mit zunehmendem Kompetenzstand durch eine „autonome Moralvorstellung“ ergänzt und weiterentwickelt werden. Diese „Regeltreue aus eigenem Antrieb“ erfordert keinen Sanktionsmechanismus von außen und ermöglicht auch ein situationsgerechtes Verändern und eigenständiges Setzen von neuen Regeln im Konsens.

## Probleme
Während gesellschaftsbedingte Hemmnisse der Entfaltung der Spielkompetenz bis in die 1970er-Jahre – etwa in dem Standardbuch von Andreas Flitner – lediglich beiläufig unter der Überschrift „Überfütterung mit Spielzeug“ thematisiert werden, registrieren Spiel- und Sportpädagogen in den Folgejahrzehnten in ihrer Praxis eine ständig fortschreitende Abnahme der Vielseitigkeit des Spielens und ein deutliches Verkümmern der Spielkompetenz. Diesem Verfallsprozess werden vor allem gesellschaftspolitische Ursachen zur Last gelegt: Aufsehen erregte das Schlagwort des Medienwissenschaftlers und Medienkritikers Neil Postman, der in seinem im Jahr 1984 erstmals erschienenen Bestseller Das Verschwinden der Kindheit ein Phänomen und Problem ansprach, das sich mit dem heraufkommenden Fernsehzeitalter und dem damit verbundenen extensiven Konsum der attraktiven neuen Medien abzeichnete. Dieser Trend hat sich nach der Jahrtausendwende als Verlagerung auf das „Homegaming“, das sich überall ohne großen Aufwand auf engstem Raum praktizieren ließ, nochmals beschleunigt. Auch dieser Prozess lässt sich auf erhebliche gesellschaftliche Veränderungen zurückführen: So beklagen etwa die Sportpädagogen Brinckmann und Treeß: Die fortschreitenden Einschränkungen der Spielmöglichkeiten und das Anwachsen der Spielfeindlichkeit im Alltag tragen entscheidend zur Verkümmerung elementarer Spielfähigkeiten bei Kindern, Jugendlichen und Erwachsenen bei.
Ein deutlich erkennbares Symptom der Veränderungen in der Spielkultur ist das Verschwinden der bewegungs- und sozialintensiven Straßenspiele zugunsten einer Bildschirmausrichtung des Spielinteresses: Die Spielwissenschaftler Siegbert A. Warwitz und Anita Rudolf weisen in diesem Zusammenhang darauf hin, dass sich die Neuorientierung der Spielkultur nicht nur aus der Attraktivität der neuen Medien, sondern nahezu zwangsläufig auch aus der zunehmenden Beengung der Wohnraumsituation, aus dem Rückgang von Freiflächen für spontanes Spielgeschehen und aus der Verdichtung des Straßenverkehrs ergibt, Faktoren, die ursächlich dafür sind, dass das selbstbestimmte kreative Spiel im Freien zunehmend aus der Spielwelt der Kinder verschwindet. Die Spielmöglichkeiten in Innen- wie Außenbereichen seien auf wenige, mit restriktiven Regelvorgaben und engen Zweckbestimmungen versehene „Reservate“ eingeengt, die als „Spielzimmer“ oder „Spielplätze“ ausgewiesen sind, was das Fortführen der traditionellen „Straßenspielkultur“ behindere, sogar verhindere. Auf dem Bildungssektor komme hinzu, dass neben dem Fehlen frei zugänglichen Spielgeländes, das früher spontanes Spielen erlaubte, in den Schulen ein Mangel herrsche an sachkundig ausgebildeten Lehrkräften und dass die Kompetenzentwicklung im Spielbereich in den Lehrplänen keine nennenswerte Rolle spiele. So sei es nicht verwunderlich, dass angesichts des unerschütterlichen Spielbedürfnisses, das vor allem für Kinder und Jugendliche kennzeichnend ist, eine zunehmende Verlagerung auf das virtuelle Spielen stattfinde und dieses im Wesentlichen die neue Spielkultur bestimme. Immerhin werden auch zukunftsweisende didaktische Versuche unternommen, durch eine Verbindung der traditionellen klassischen mit den neuen virtuellen Spielen die Breite der Spielkultur zu erhalten und die Spielkompetenz positiv zu beeinflussen.